# Seada Palavrić
Seada Palavrić (* 10. November 1954 in Tuzla) ist eine bosnisch-herzegowinische Juristin. Seit 2006 ist sie Richterin am Verfassungsgericht von Bosnien und Herzegowina und war von 2008 bis 2009 und ist seit Juni 2024 erneut dessen Präsidentin.

## Leben und Wirken
Palavrić studierte Rechtswissenschaften an der Universität Sarajevo, wo sie 1984 ihren Abschluss machte. Bereits vor ihrem Abschluss hatte sie eine Stellung im Wärmekraftwerk Tuzla angetreten. Von 1993 bis 1994 bekleidete sie die Ämter einer Bezirksarbeitsinspektorin und einer Sekretärin der Bezirksversammlung von Tuzla. Sie wirkte 1994 als Vorsitzende eines Ausschusses an der Gründung des Kantons Tuzla-Podrinje innerhalb der Föderation Bosnien und Herzegowina mit, in dessen Repräsentantenversammlung sie anschließend als Sekretärin wirkte und dessen kantonale Staatsanwältin sie nach ihrer Zulassung zur Anwaltschaft 1995 sie war. Von 1996 bis 2002 war sie Abgeordnete im Repräsentantenhaus des Parlaments und von 2002 bis 2005 Abgeordnete im Abgeordnetenhaus von Bosnien und Herzegowina. Als Mitglied der Parlamentarischen Delegation bei der OSZE, des Ausschusses für auswärtige Angelegenheiten und des Ausschusses für Verteidigungs- und Sicherheitspolitik wirkte sie 2005 aktiv an der Verteidigungsreform von Bosnien und Herzegowina mit. Im Januar 2006 wurde sie zur Richterin am Verfassungsgericht von Bosnien und Herzegowina ernannt. Von 2008 bis 2009 amtierte sie ein erstes Mal als Präsidentin dieses Gerichts. Im Juni 2024 wurde sie erneut zur Präsidentin des Verfassungsgerichts gewählt. Mit ihrem 70. Geburtstag am 10. November 2024 hätte sie eigentlich die verfassungsrechtlich festgeschriebene Altersgrenze für bosnisch-herzegowinische Verfassungsrichter erreicht, verblieb aber einstweilen im Amt, was unter anderem von den Abgeordneten Ognjen Tadić und Milan Petković und den Staatsrechtsprofessoren Nurko Pobrić und Radomir Lukić als Verfassungsbruch bezeichnet wurde.